# Real Monasterio de Nuestra Señora de Guadalupe

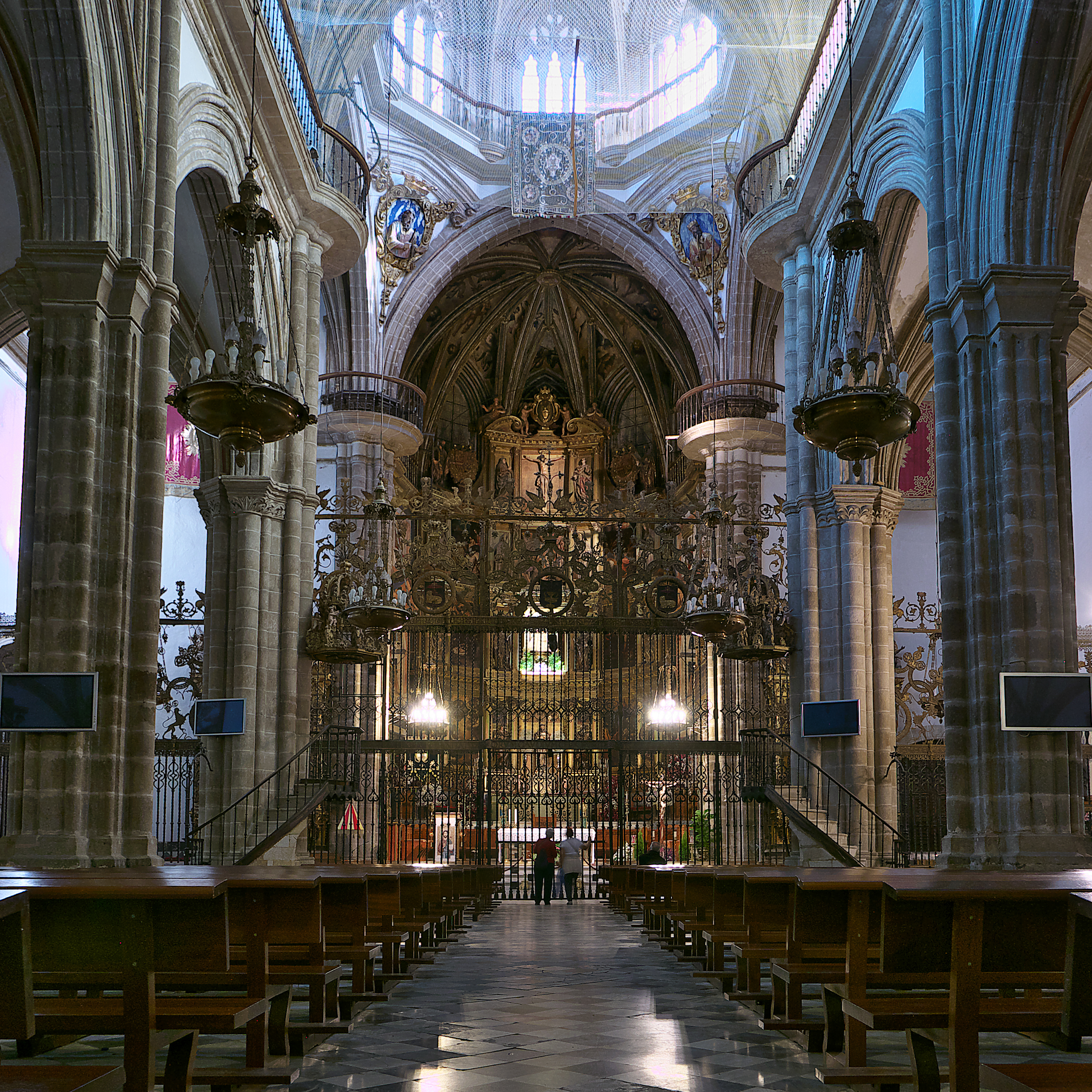
Das Innere der Kirche

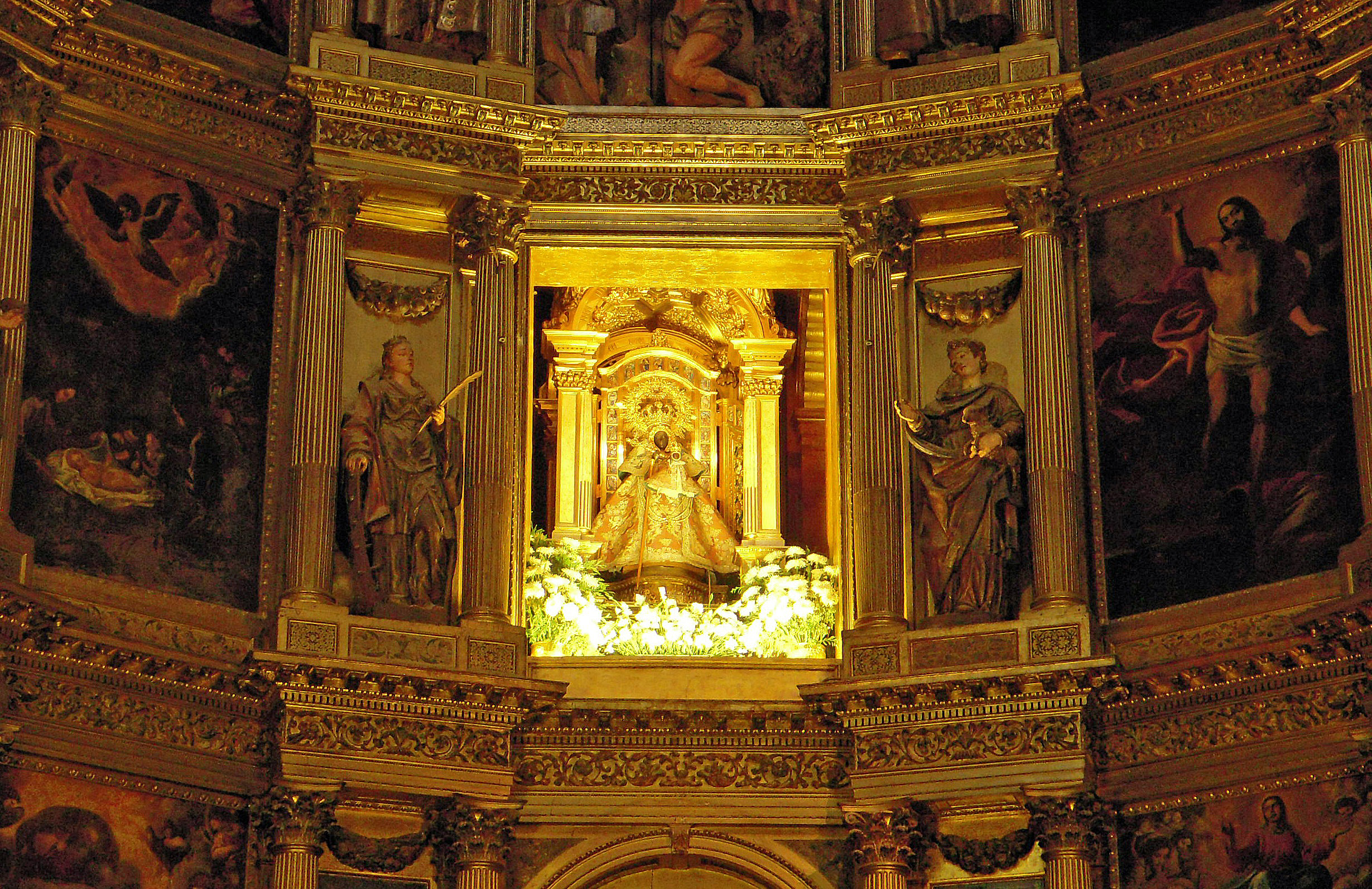
Die Madonna von Guadalupe im Hochaltar

Das Real Monasterio de Nuestra Señora de Guadalupe (Königliches Kloster Unserer Lieben Frau von Guadelupe) ist ein Kloster in der Provinz Cáceres der autonomen Gemeinschaft Extremadura, Spanien. Es war für mehr als vier Jahrhunderte das wichtigste Kloster des Landes und wurde 1993 von der UNESCO zum Weltkulturerbe erklärt.

## Geschichte
Das Kloster hat seine Ursprünge im späten 13. Jahrhundert, als ein Schäfer namens Gil Cordero am Ufer des Guadalupe eine Madonnenstatue fand, die 714 – anscheinend von den Einwohnern der Gegend – vor den maurischen Invasoren versteckt worden war. Am Fundort wurde daraufhin eine Kapelle errichtet.
König Alfons XI. von Kastilien, der die Kapelle öfters besucht hatte, erbat die Hilfe Guadelupes vor der Schlacht am Salado (1340). Nachdem er dort siegreich geblieben war, schrieb er dies ihrem Beistand zu, erklärte die Kirche zu einem königlichen Heiligtum und veranlasste ein großangelegtes Umbauprogramm.
1389 übernahm die Ordensgemeinschaft der Hieronymiten das Kloster und machten es zu ihrem Hauptsitz. Die Bauarbeiten gingen unter der Leitung des jeweiligen ersten Priors des Ordens weiter. 1474 wurde dort Heinrich IV. an der Seite seiner Mutter, Maria von Aragon, beigesetzt.
Das Kloster hat viele Verbindungen in die Neue Welt, wo Santa María de Guadalupe in hohem Ansehen steht und unter anderem in der mexikanischen Basilika Unserer Lieben Frau von Guadalupe verehrt wird. Christoph Kolumbus unternahm seine erste Pilgerreise nach der Entdeckung Amerikas hierher in die Extremadura.
Selbst nachdem die Mönche von Guadelupe das näher an Madrid gelegene berühmte Kloster El Escorial gegründet hatten, behielt es den königlichen Schutz. Es blieb das wichtigste Kloster Spaniens bis zur Säkularisation im Jahr 1835 im Zuge der Desamortisation in Spanien.
Im 20. Jahrhundert wurde das Kloster vom Franziskanerorden wiederbelebt, und  1955 wurde die Klosterkirche von Papst Pius XII. zur Basilica minor erhoben.

## Kunstdenkmäler

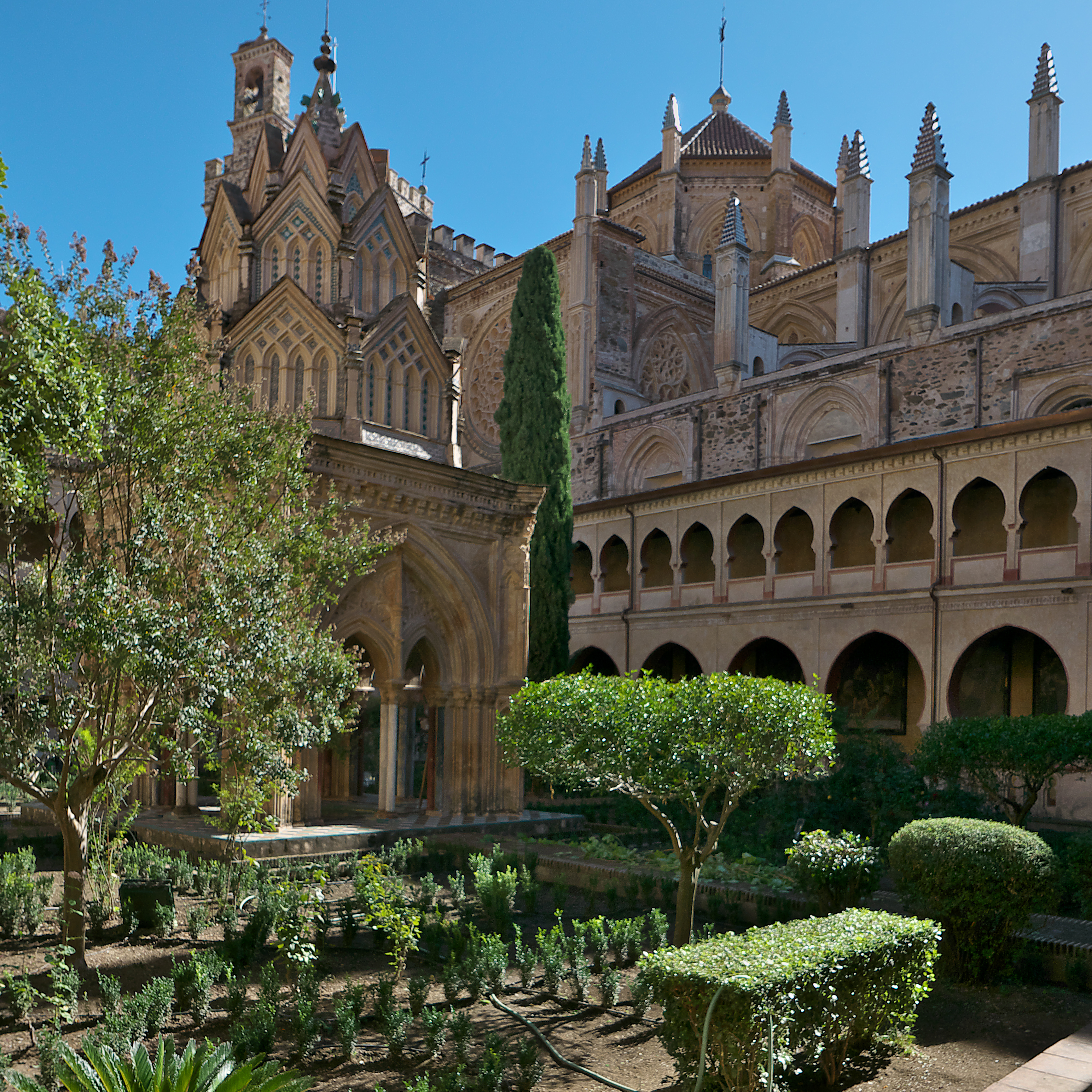
Der sogenannte Kreuzgang der Wunder (Claustro de los Milagros), ein bedeutendes Monument im Mudéjar-Stil

Das Kloster, dessen Architektur mehrere Jahrhunderte hindurch entstand, wird noch immer durch den von Alfonso XI. und seinen unmittelbaren Nachfolgern im 14. und 15. Jahrhundert erbauten Templo Mayor (Hauptkirche) beherrscht. Der prächtige Hochaltar im Chor der Kirche wurde 1618 von Vicente Carducho und Eugenio Caxés mit Gemälden ausgestattet.
Die rechteckige Kapelle von Santa Catalina stammt ebenfalls aus dem 15. Jahrhundert. Sie ist bekannt für eine Reihe kunstvoll verzierter Gräber aus dem 17. Jahrhundert.
Die Reliquienkirche verbindet Santa Catalina mit der barocken Sakristei (1638–1647). Sie ist reich verziert und beherbergt eine Reihe von Gemälden Francisco de Zurbaráns. Hinter der Basilika befindet sich der Camarín de la Virgen, ein achteckiges Barockgebäude (1687–1696) mit der beeindruckenden stuckierten Kammer der Jungfrau und neun Gemälden von Luca Giordano. Das Prunkstück dieser reich dekorierten Halle ist ein Thron mit der Statue der Madonna die dem Kloster ihren Namen gab.
Andere bemerkenswerte Bauten sind der Kreuzgang im Mudéjar-Stil (1389–1405) mit seinem plateresken Portal, ein spätgotischer Kreuzgang (1531–1533) und die, durch einen Nachfahren Kolumbus in Auftrag gegebene, Neue Kirche (1730).
Im Jahr 1856 wurde der Palast, erbaut 1487 bis 1491 von Isabella I., abgerissen.

## Bildergalerie

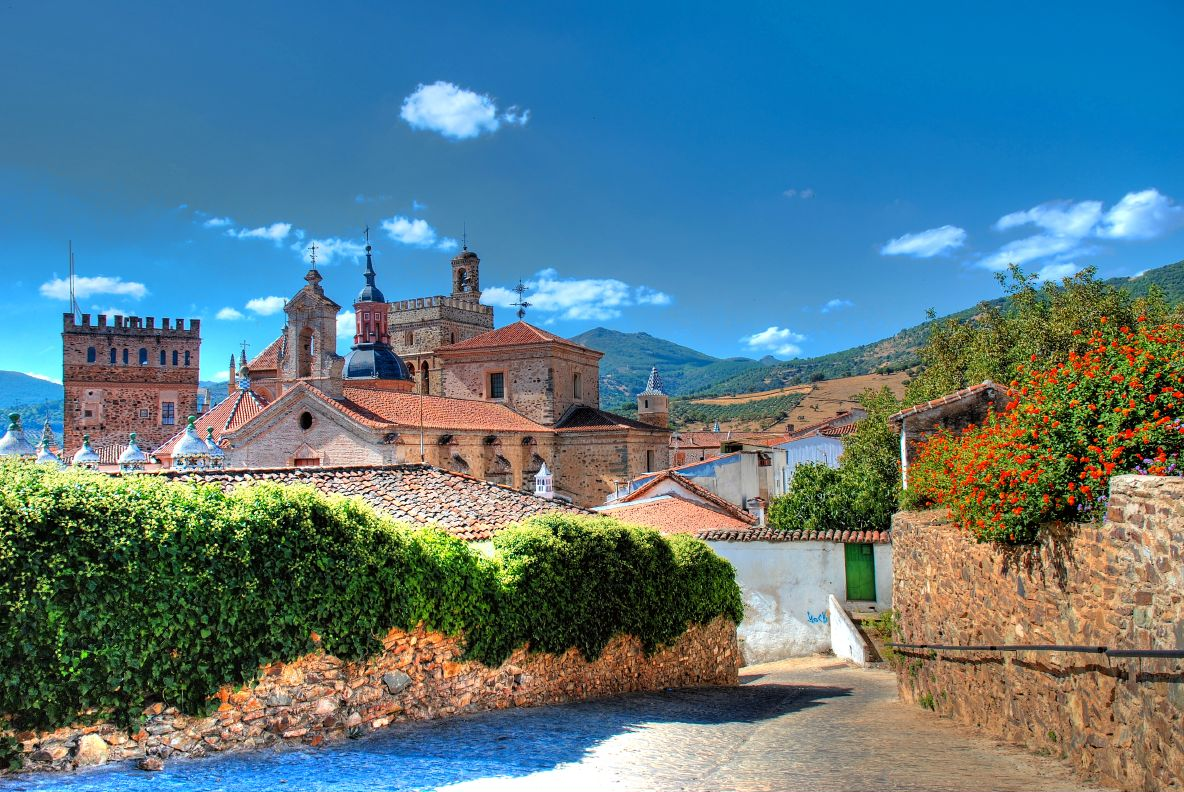
Kloster Santa María de Guadalupe
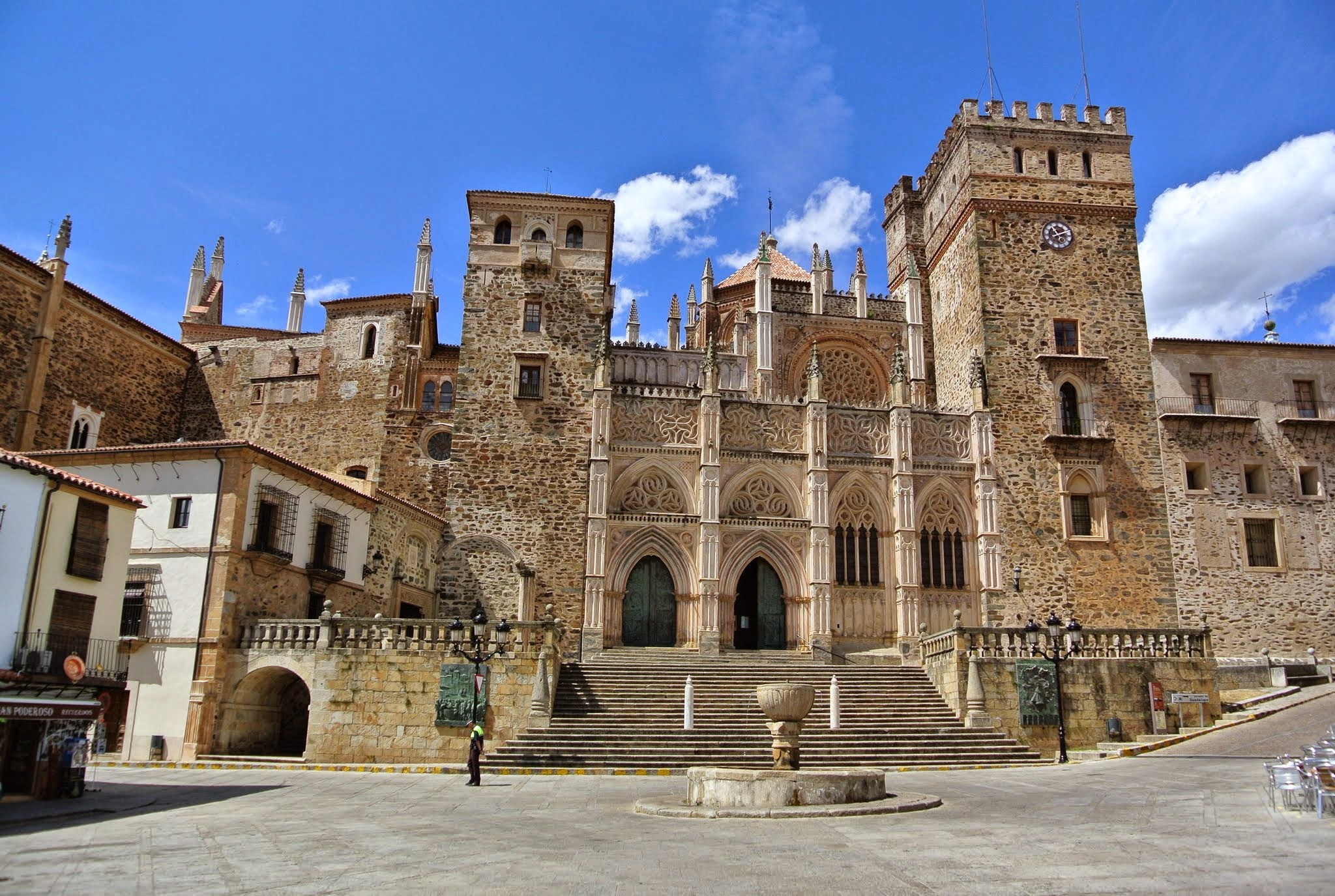
Kirchenfassade und Vorplatz
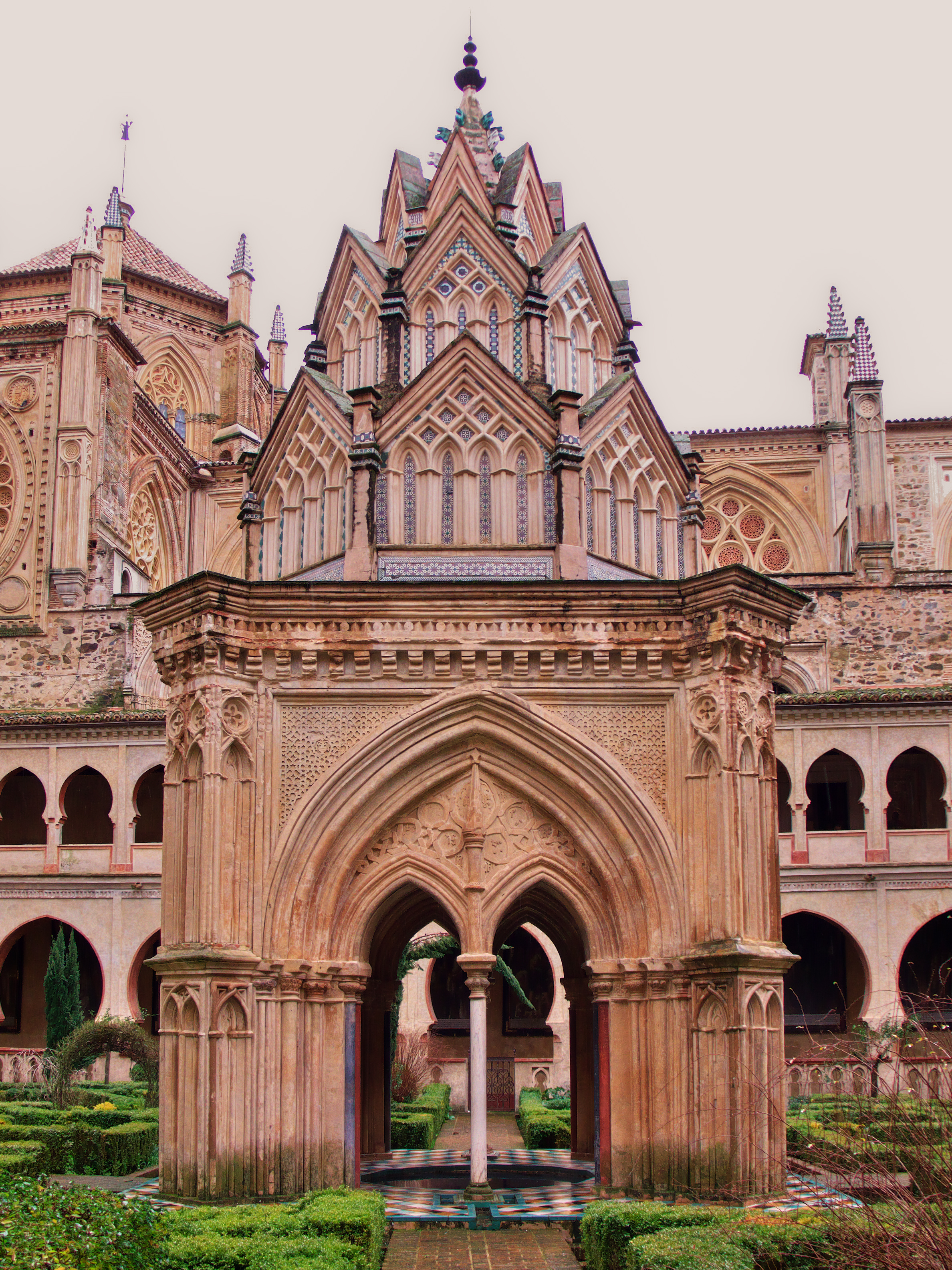
Das sogenannte Templete von Juan de Sevilla (1405) im Mudéjar-Stil im Kreuzgang (Claustro de los Milagros)
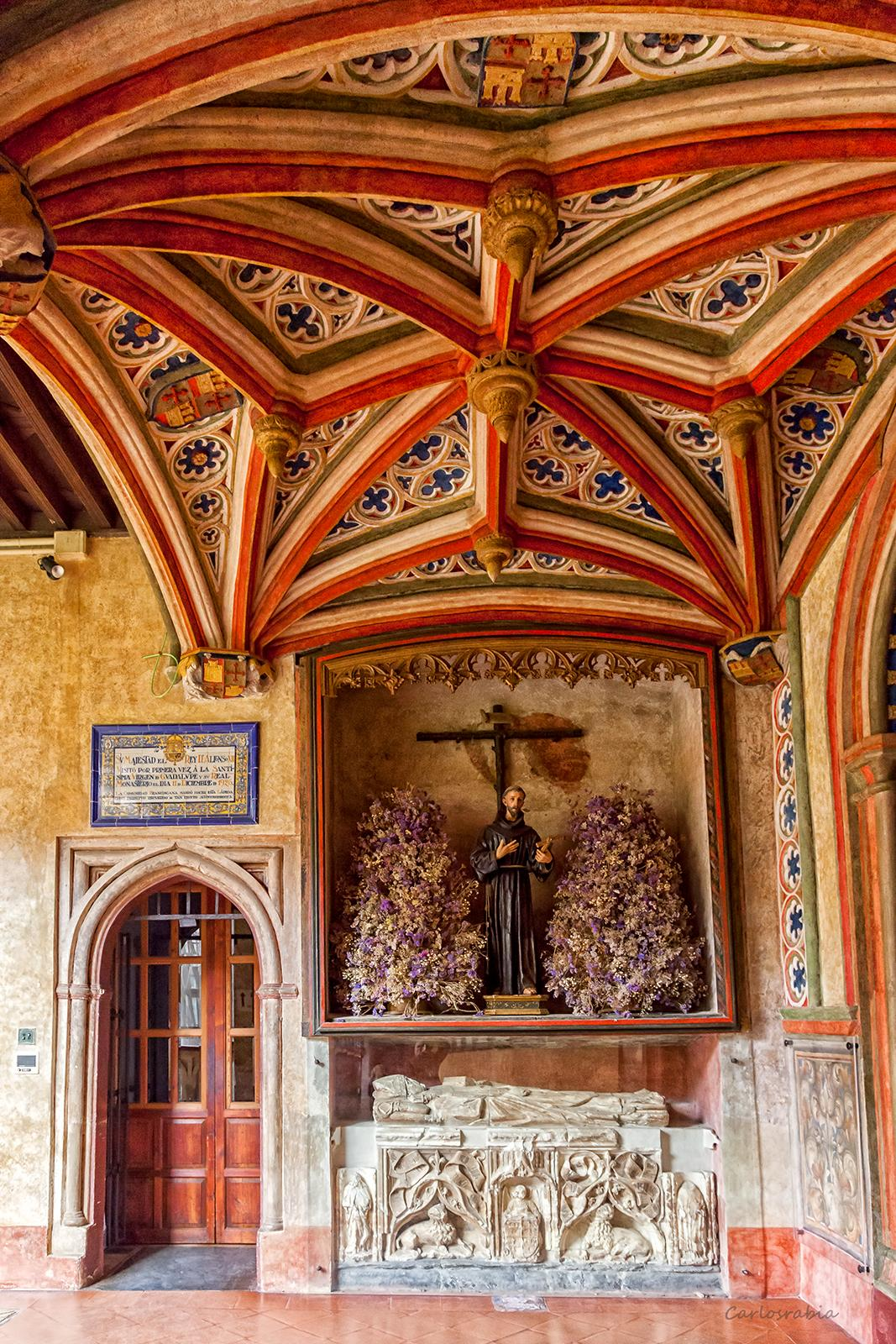
Grabmal des Bischofs Illescas im Kreuzgang
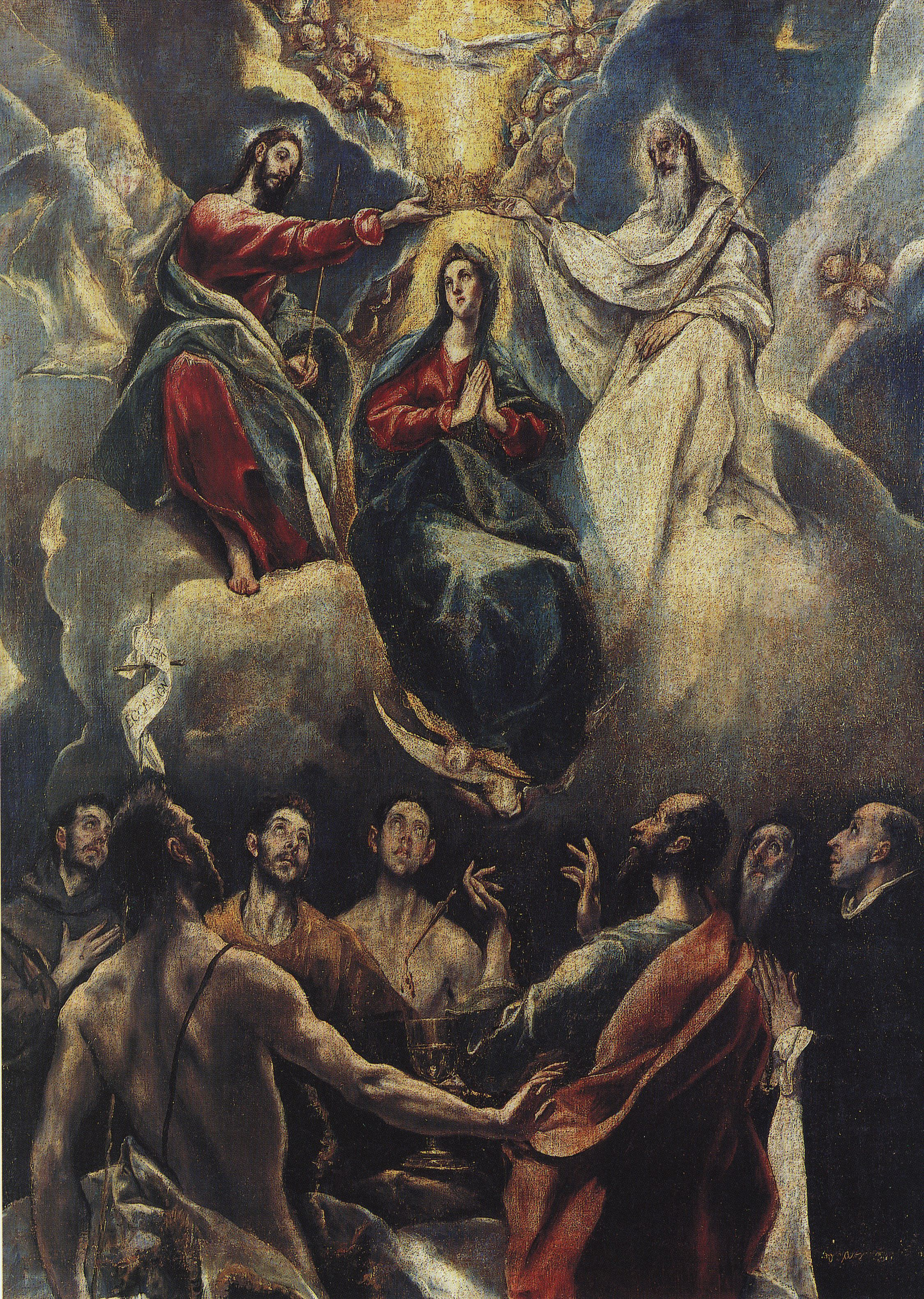
El Greco: Marienkrönung, 1591–92
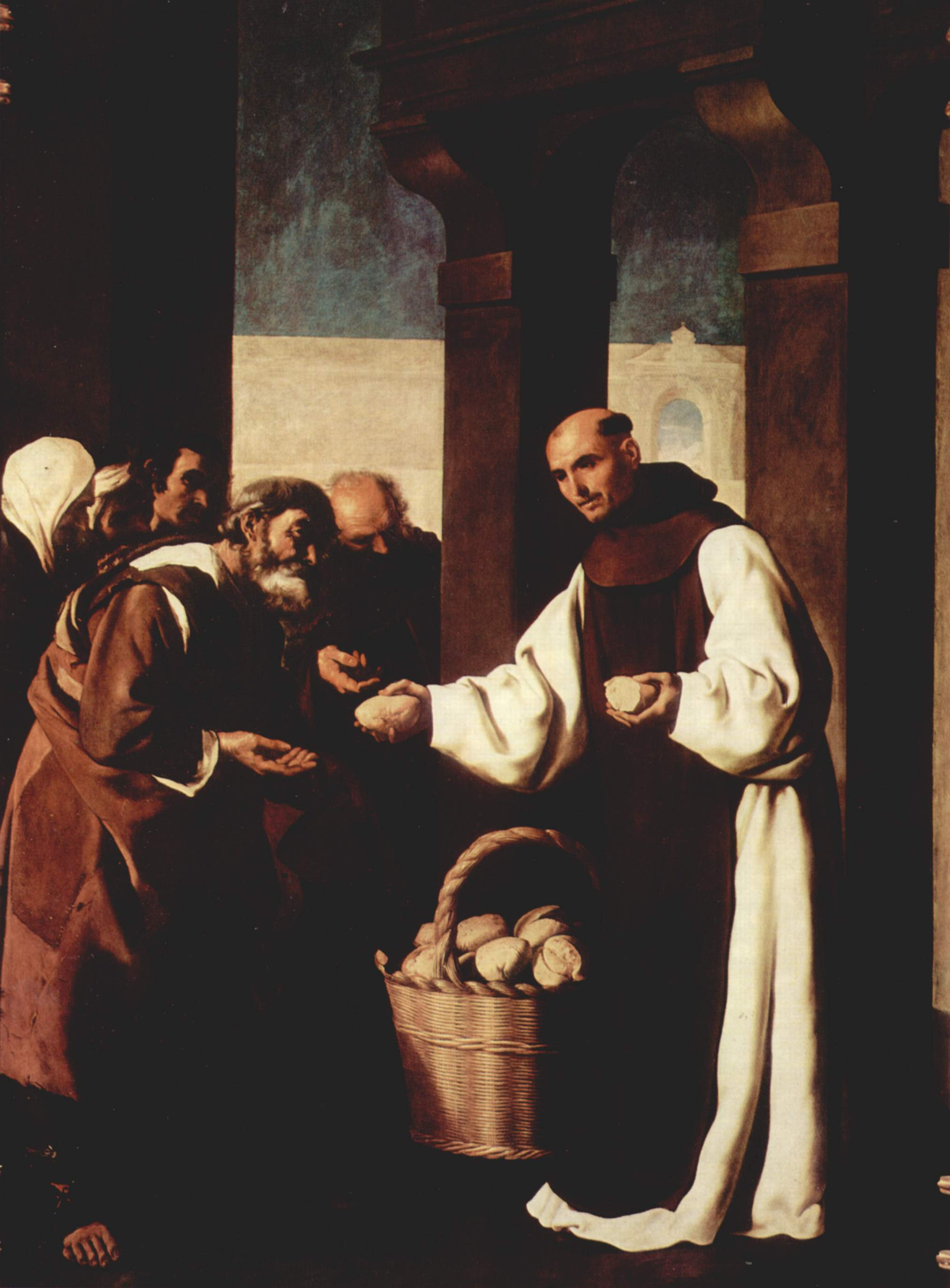
Francisco de Zurbarán: Barmherzigkeit von Bruder Martín de Vizcaya, 1639; Gemälde in der Sakristei